# 미국 육군 의무물자 센터 (유럽)
주유 미국 육군 의무물자 센터(United States Army Medical Materiel Center, Europe (USAMMC-E))은 미국 유럽 육군에 의료물자를 보급하는 미국 육군 의무대의 기관(Center)급 군수부대로, 제8종 군수물자, 임상 공학, 광학기기 가공, 저장 및 보급 업무를 맡고 있다.

## 역사
- 1951년 12월: Einsiedlerhof에서 라인의무창으로 창설됨.
- 1953년 3월: 제67의무창이 운용통제를 위해 배정됨.
- 1956년 10월: 라인 의무창, 제67의무창, 제8040민간노무단(영어판) (CLG)이 유럽 COMZ(USAREURCOMMZ)에 전속함.
- 1957년 4월: Einsiedlerhof 의무창으로 대체 및 USAREUR로 전속함.
- 1959년 1월: USAMDE는 USAREURCOMMZ의 ADSEC로 전속하고, ADSEC은 USACOMMZEUR의 제4군수사령부로 재편성됨.
- 1963년: 제4군수사령부가 활동중지에 따라 USACOMMZEUR로 전속함.
- 1968년 7월 1일: 주유 의무사령부(영어판) 창설.
- 1968년 10월: USAMDE와 USACOMMZEUR의 의무보급부(Division)가 합쳐져 임시 주유 미국 의무물자원이 되어, 주유 의무사령부로 전속함.
- 1969년 12월 1일: 제234의무분견대 (GO)가 주유 미국 의무물자원에 전속함.
- 1975년 9월 22일: 제7전투지원병원이 주유 미국 의무물자원에 전속함.
- 1975년 11월: 독일의 피르마젠스에 있는 Husterhoeh Kaserne로 이사하였다.
- 1975년 11월 12일: 제31전투지원병원이 주유 미국 의무물자원에 전속함.
- 1980년 1월: 의료보급광학정비(Medical Supply, Optical and Maintenance (MEDSOM)) 대대가 USAMMC-E에 편성되었다.
- 1985년 7월: USAMMC-E의 지휘관 1명 아래에 부지휘관 3명을 두도록 인사조정되고, 3개 MEDSOM 대대가 추가되었다.
- 1986년 6월: USAMMC-E가 미국 유럽 사령부를 위한 전구 단일 통합 의무 군수 관리자로 지정되어 삼군 제8종 임무를 부여받았다.
- 1994년 10월: 제7의무사령부(영어판) 해체에 따라, USAMMC-E는 의무연구물자사령부로, 제226의무대대가 후방군수부대에서 전방군수부대로서 제5군단의 제30의무여단로 전속하고, 제37의무분견대와 제428전구의무물자관리원은 해산하였다.
- 1999년 7월: 제226의무대대는 메사우로 이사하였다.
- 2019년 9월 17일, 육군의무군수사령부의 직할부대가 됨.
- 2020년 8월: 카이저슬라테른으로 이사함.[1]

## 부대

### 현재
- 제226의무대대

### 과거
- 제7전투지원병원; 1975년 9월 22일, 편입 ~ ?
- 제31전투지원병원; 1975년 11월 12일, 편입 ~ ?

### 1993년 6월
- 제226 MEDSOM → 제226의무군수대대 (후방); 1994년 10월, 제30의무여단으로 전속.
- 제37 MEDSOM → 제37의무분견대 (군수); 1994년 10월, 해산
- 제428 MEDSOM → 제428전구의무물자관리원 (TMMMC); 1994년 10월, 해산

### 제1980년 1월
- 제37MEDSOM 대대: 제5(V)군단
- 제428MEDSOM 대대: 제7(VII)군단
- 제226MEDSOM 대대: COMZ

## 기록

### 소속
- 1956년 10월, USAREURCOMMZ
- 1959년 1월 1일, 전구군지원사령부
- 1961년 7월 1일, 제4군수사령부
- 1963년 12월 1일, USACOMMZEUR
- 1968년 10월, 미국 육군 유럽 의무사령부 (USAMEDCOMEUR)
- (날짜불명), 제7의무여단
- (날짜불명), 제7의무사령부
- 1994년 10월, 의무연구물자사령부 (USAMRMC)
- 2019년 9월 17일, 육군의무군수사령부 (USAMLC)

### 계보
- 1951년 12월 1일, Rhein Medical Depot
→라인 의무창
- 1956년 4월 1일, US Army Medical Depot, Einsiedlerhof (USAMDE)
→미국 육군 Einsiedlerhof 의무창
- 1968년 10월 1일, US Army Medical Materiel Center, Europe (PROV)
→미국 육군 유럽 의무물자원

## 참고
1. ↑  “USAMMCE says farewell to Husterhoeh KaserneBy Eric Cramer” (영어). United States Army Public Affair Office. 2021년 10월 6일. 2023년 5월 13일에 확인함.

- “HISTORY OF USAMMC-E” (영어). 2023년 5월 13일에 확인함.